# 베라 랍코

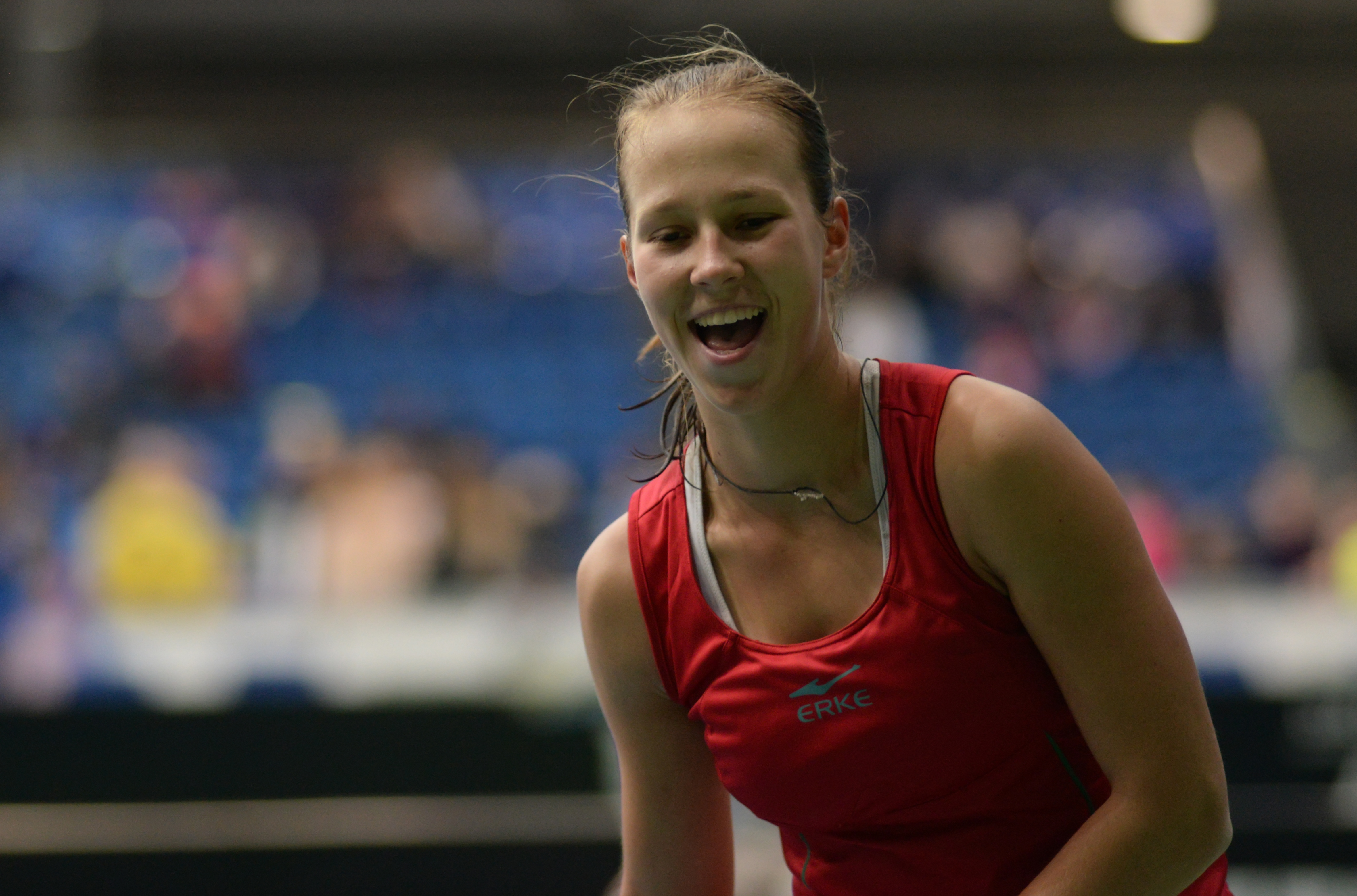
2015년 페드 컵에서의 랍코 선수

베라 발레리예우나 랍코(벨라루스어: Вера Валер'еўна Лапко, 1998년 9월 29일 ~ )는 벨라루스의 프로 테니스 선수이다. 민스크 출신. 2017년에 세계 랭킹 227위에 올랐다.